# SpaceEngine
SpaceEngine (stilizat ca SPΛCE ΞNGINE) este un planetarium 3D interactiv pentru calculator și software de astronomie, dezvoltat de astronomul și programatorul rus Vladimir Romanyuk. Programul recreează un univers tri-dimensional la scala 1:1 reprezentând întregul univers observabil cu combinații de date astronomice și algoritmi de generare procedurală precisă din punct de vedere științific. Utilizatorii pot călători prin spațiu în orice direcție sau cu orice viteză, iar în timp înainte sau înapoi. SpaceEngine este in statusul beta și este la versiunea 0.980, lansată în iulie 2016, când era și încă este un program ce poate fi descărcat gratuit pentru Microsoft Windows. Versiunea 0.990 beta a fost prima ediție care costă, lansată în iunie 2019 pe Steam. Programul dispune de suport deplin pentru VR.
Proprietățile obiectelor, precum temperatura, masa, raza, spectrul, etc., sunt prezentate pe ecranul utilizatorului printr-o interfață de tip HUD. Utilizatorii pot observa corpuri cerești de la asteroizi și sateliți pana la roiuri mari de galaxii, similar ca la alte simulatoare precum Celestia. Versiunea prestabilită a programului Space Engine include 130.000 de obiecte reale, stele din catalogul Hipparcos, galaxiile din catalogul NGC și IC, multe nebuloase bine-cunoscute și toate exoplanetele cunoscute și stelele lor.

## Funcționalitatea
Scopul declarat al programului SpaceEngine este realismul științific și să reproducă fiecare tip de fenomen astronomic știut. Folosește catalogul stelar inclusiv cu generarea procedurală pentru a crea un univers cubic de 10 miliarde de parseci (32,6 miliarde de ani-lumină) pe fiecare parte, centrat pe baricentrul sistemului solar. Utilizatorii pot utiliza unelte de căutare în program pentru a filtra prin obiectele astronomice be baza anumitor caracteristici. În cazul planetelor și al sateliților, tipurile specifice de mediu, temperaturile de la suprafață și presiunile pot fi folosite pentru a filtra prin marea cantitate de lumi diferite, generate procedural.
SpaceEngine are și un simulator de zbor (momentan in alfa) care le permite utilizatorilor să ajungă într-o selecție de nave spațiale fictive care pot fi pilotate într-un model precis de astrodinamică, și de asemenea, un model de zbor atmosferic atunci când se intră în atmosferele diferitelor planete și sateliți. Navele spațiale variază de la mici avioane spațiale SSTO până la nave spațiale interstelare mari, toate proiectate cu realism în minte, având radiatoare, rachete de fuziune și scuturi împotriva micrometeoriților. Navele spațiale interstelare simulează ipotetica unitate Alcubierre.

### Obiecte din cataloage
Obiectele reale pe care SpaceEngine le include sunt din catalogul Hipparcos pentru stele, NGC și IC pentru galaxii, toate exoplanetele cunoscute, precum și roiurile stelare, nebuloasele și obiectele importante din sistemul solar, inclusiv unele comete.

### Wiki și locații
Programul are propria sa bază de date „wiki” care conține informați detaliate despre toate corpurile cerești și permite utilizatorului sa creeze nume personalizate și descrieri pentru ele. De asemenea, dispune de o bază de date cu locații în care utilizatorul poate salva orice poziție și orice moment al simulării și o poate încărca din nou în viitor.

## Limitații
Deși obiectele care fac parte dintr-un sistem planetar se mișcă, iar stelele se rotesc în jurul axelor lor și se orbitează reciproc în sisteme stelare multiple, mișcarea proprie a stelelor nu este simulată, iar galaxiile se află în locații fixe și nu se rotesc.
Majoritatea navelor spațiale din lumea reală, cum ar fi Voyager 2, nu sunt furnizate în SpaceEngine.
Absorbția luminii interstelare nu este modelată în SpaceEngine.

## Dezvoltare
Dezvoltarea programului SpaceEngine a început în 2005, cu prima sa versiune publică lansată in iunie 2010. Programul e scris in C++. Interfața grafică a programului folosește OpenGL ca API grafic și folosește shadere scrise în GLSL. De la lansarea versiunii 0.990, shadere-le au fost criptate pentru a fi protejate împotriva plagiatului. Au fost făcute planuri pentru a începe să le deschidă într-un mod care să permită comunității să dezvolte conținut special pentru program, efectele motorului navelor fiind puse la dispoziția utilizatorilor care au cumpărat programul.
Pe 27 mai 2019, pagina magazinului Steam pentru SpaceEngine a fost făcută publică în pregătirea lansării primei versiuni plătite, 0.990 beta.
În prezent, SpaceEngine este disponibil doar pentru PC-uri cu Windows; cu toate acestea, Romanyuk are planuri pentru ca software-ul să fie compatibil cu macOS și Linux în viitor.